# Xanthoparmelia laciniata
Xanthoparmelia laciniata är en lavart som beskrevs av Hale. Xanthoparmelia laciniata ingår i släktet Xanthoparmelia och familjen Parmeliaceae.   Inga underarter finns listade i Catalogue of Life.